# Всем классом на море
Всем классом на море (итал. L'insegnante al mare con tutta la classe) — итальянская эротическая комедия режиссера Микеле Массимо Тарантини.

## Сюжет
Владелец отеля Эрколе Кубетти имеет сына Марио, который не сдал экзамены и не был переведен в следующий класс. На летние каникулы вся семья переезжает жить в гостиницу праздновать годовщину бракосочетания, однако главной причиной отъезда все же есть бегство Эрколе от налоговой. К отелю приезжает и учительница французского языка Лиза Коломби, которую Эрколе хочет нанять для сына, чтобы тот подтянул предмет, по которому не успевает. Кубетти знает ее и считает своей любовницей. Однако Лиза использует его для того, чтобы помочь своему любимому устроиться архитектором к Эрколе Кубетти. Работник отеля Коко и сын Марио шантажируют Эрколе и хотят рассказать все жене и маме. Фильм насыщен переодеванием, любовными перипетии и беготнёй по отелю.